# UniCredit
UniCredit, «ЮниКредит» — вторая крупнейшая банковская группа Италии (после Intesa Sanpaolo). Основными регионами деятельности являются Италия, Германия, Австрия и страны Центральной и Восточной Европы. С 2011 года входит в число глобально системно значимых банков.

## История
UniCredit Group образовалась в 1998 году в результате слияния нескольких итальянских банков, крупнейшими из которых были группа «Unicredito» (банки Турина, Вероны и Тревизо) и «Credito Italiano». Первоначально группа называлась «Unicredito Italiano». До 2000 года группа поглотила ещё несколько итальянских банков, а также польский Bank Pekao.
В 2005 году произошло слияние с германской банковской группой «HypoVereinsbank», объединившей в 1998 году два баварских банка, «Bayerische Vereinsbank» и «Bayerische Hypotheken- und Wechsel-Bank», а также австрийский «Bank Austria Creditanstalt».
В 2007 году была куплена четвёртая крупнейшая банковская группа Италии «Capitalia». Также в этом году был куплен украинский «Укрсоцбанк» (группа присутствовала на Украине с 1997 года через филиал польского банка «Банк Пекао Украина») и казахстанский «АТФБанк». Количество стран, в которых работала UniCredit Group, достигло 19.
Финансовые трудности, возникшие после 2010 года, заставили группу пересмотреть стратегию развития. В 2013 году казахстанский банк был продан «КазНитрогенГаз» (вместе с филиалом в Киргизии). В 2016 году были также проданы дочерние структуры в Польше и Украине. 
2020 год группа закончила с убытком в 2,8 млрд евро в основном из-за списания просроченных кредитов и других активов на сумму 5 млрд евро. Также была свёрнута деятельность в Турции.
20 мая 2021 года Европейская комиссия оштрафовала банк на 69,4 миллиона евро за картельный сговор с UBS и Nomura Holdings. Трейдеры данных компаний с 2007 по 2011 год обменивались коммерческой конфиденциальной информацией. Общая сумма штрафа, наложенная на три компании, составила 371 млн евро. 26 марта 2025 года Европейский суд общей юрисдикции снизил сумму штрафа UniCredit до 65 млн евро.
11 сентября 2024 года банк приобрёл 9 % акций немецкого Commerzbank по цене 13,2 евро за акцию. Общая стоимость сделки составила 702 млн евро.

## Собственники и руководство
На 2020 год крупнейшими акционерами являются две американские инвестиционные компании, BlackRock, Inc (5,075 %) и Capital Research and Management Company (5,022 %). Далее следуют инвестиционный фонд Банка Норвегии (3,011 %), Mubadala Investment Company (2,016 %), Delfin S.a.r.l. (1,925 %), Fondazione Cassa di Risparmio di VE-VI-BL e AN (1,792 %), Fondazione Cassa di Torino (1,643 %), Allianz SE (1,13 %).
Совет директоров состоит из 14 директоров, назначаемых всеобщим собранием акционеров на трёхлетний срок. С 15 апреля 2021 года председателем является Пьер Карло Падоан. Также с 2021 года главным исполнительным директором является Андреа Орчел.

## Деятельность
UniCredit и дочерние структуры обслуживают 16 млн клиентов в 13 странах. Сеть насчитывает 3490 отделений. Из них 2229 в Италии.
Активы на конец 2020 года составили 931,5 млрд евро (в числе 40 крупнейших банков мира). Из них 450,6 млрд составили кредиты клиентам, 111,8 млрд — кредиты другим банкам, 101,7 млрд — наличные и балансы в центральных банках. Из пассивов 498,4 млрд составили депозиты клиентов, 172,4 млрд — депозиты банков, 102,5 млрд — выпущенные облигации.
Группа состоит из следующих подразделений:
- коммерческий банкинг в Италии (37 % выручки, 27 тысяч сотрудников)
- коммерческий банкинг в Германии (14 % выручки, 9 тысяч сотрудников)
- коммерческий банкинг в Австрии (8 % выручки, 5 тысяч сотрудников)
- коммерческий банкинг в Центральной и Восточной Европе (20 % выручки, 24 тысячи сотрудников)
- корпоративный и инвестиционный банкинг (23 % выручки, 3 тысячи сотрудников).

Регион Центральной и Восточной Европы включает такие страны: Босния и Герцеговина, Болгария, Венгрия, Румыния, Россия, Сербия, Словакия, Словения, Хорватия, Чехия.
|                     | 2010  | 2011   | 2012  | 2013   | 2014  | 2015  | 2016   | 2017  | 2018  | 2019  | 2020   | 2021  | 2022  | 2023  |
| ------------------- | ----- | ------ | ----- | ------ | ----- | ----- | ------ | ----- | ----- | ----- | ------ | ----- | ----- | ----- |
| Выручка             | 26,35 | 25,20  | 25,05 | 23,97  | 22,51 | 22,41 | 18,80  | 19,62 | 19,72 | 18,84 | 17,14  | 17,95 | 20,33 | 23,84 |
| Чистая прибыль      | 1,323 | -9,206 | 0,865 | -13,97 | 2,008 | 1,694 | -11,79 | 5,473 | 3,892 | 3,373 | -2,785 | 1,540 | 6,458 | 9,507 |
| Активы              | 929,5 | 926,8  | 926,8 | 845,8  | 844,2 | 860,4 | 859,5  | 836,8 | 831,5 | 855,6 | 931,5  | 916,7 | 757,8 | 785,0 |
| Собственный капитал | 64,22 | 51,48  | 62,78 | 46,84  | 49,39 | 50,09 | 39,34  | 59,33 | 55,84 | 61,42 | 59,51  | 61,63 | 63,34 | 64,08 |

### В России
В России группа представлена ЮниКредит Банком. Банк основан в 1989 году под названием «Международный Московский Банк» (ММБ). Он стал первым банком в СССР с преимущественно иностранным капиталом (пять зарубежных банков внесли по 12 % его уставного капитала). Имеет банковскую лицензию № 1. В 2001 году был объединён с «Банком Австрия Кредитанштальт» (российским филиалом Bank Austria Creditanstalt). В 2005 году после поглощения германской группы HVB группа UniCredit стала владельцем ММБ через австрийский Creditanstalt. 
В 2007 году название было изменено на «ЮниКредит Банк». В 2016 году банк был переведен в прямое подчинение итальянскому банку UniCredit S.p.A., главной составляющей группы.
26 июня 2024 года Арбитражный суд Санкт-Петербурга удовлетворил в полном объеме иск «RusChemAlliance» (дочерняя компания Газпром) против банка UniCredit. Причиной иска был отказ компании Linde от совместного проекта по строительству газоперерабатывающего завода в России. Банк выступал в сделке в качестве кредитора-гаранта. Согласно решению суда, Unicredit должен выплатить 448,2 млн евро в качестве компенсации за отказ от сделки.